# Selecció per als ISDE de Txecoslovàquia

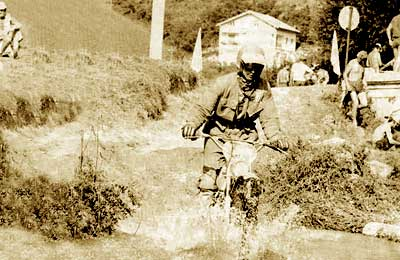
Un membre de l'equip txecoslovac durant els ISDT de 1974, a Camerino

La selecció per als ISDE de Txecoslovàquia fou l'equip que representava l'antiga Txecoslovàquia en aquesta competició.
L'esdeveniment s'anomenà oficialment International Six Days Trial (ISDT) fins al 1980. A partir de l'edició del 1981 el nom passà a ser l'actual, International Six Days Enduro (ISDE). Segons el reglament de la prova, es permetia als equips estatals competir per al Trofeu (World Trophy) i el Vas de plata (Silver Vase, actualment anomenat Junior Trophy). La mida dels equips i la normativa de participació va anar canviant diverses vegades amb el pas del temps.
Txecoslovàquia va enviar per primer cop un equip estatal als ISDT el 1930, inicialment només per al Vas de plata. A partir de l'edició de 1932, els seus equips ja van participar en les dues competicions possibles (Trofeu i Vas). La selecció de Txecoslovàquia figura entre les més reeixides de la història d'aquesta competició: 15 victòries al Trofeu i 17 al Vas de plata. El 1993, després de la dissolució de Txecoslovàquia, la participació als ISDE dels pilots d'aquest antic estat es va passar a fer dins els equips presentats pels seus dos successors: la República Txeca i Eslovàquia. Els anteriors èxits dels txecoslovacs, però, no s'han tornat a repetir fins al moment, ja que des de la darrera victòria dels seus predecessors, el 1982, cap dels dos nous estats no n'ha aconseguida cap.

## Resultats als ISDE
Fonts:

### De 1930 a 1974
| Edició | Any  | Seu                                | Trofeu | Vas de Plata | Vas de Plata |                  |
| Edició | Any  | Seu                                | Trofeu | Equip A | Equip B |                  |
| ------ | ---- | ---------------------------------- | --- | --- | --- | ---------------- |
| 12.    | 1930 | Grenoble, França                   | Sense equip. | 7a. E. Stokuc (Indian 750) J. Melzer (BMW 750) M. Vychodil (Praga B.D. 500)                                         | – |                  |
| 13.    | 1931 | Meran, Itàlia                      | Sense equip. | 8a. J. Melzer (BSA 500) V. Rindler (Rudge 500) E. Stokuc (Jawa 500)                                                 | – |                  |
| 14.    | 1932 | Meran, Itàlia                      | 3a. František Brand (Jawa 500) Antonín Vitvar (Jawa 500) Jaroslav Kaiser/ František Kronberger (Jawa 500)                                                         | 6a. František Brand (Jawa 500) E. Stokuc (Jawa 500) Antonín Vitvar (Jawa 500)                                       | 11a. F. Koch (Praga 350) L. Polak (Premier 500) Josef Paštika (BSA 500)                                             |                  |
| 15.    | 1933 | Llandrindod Wells, País de Gal·les | 3a. Jaroslav Kaiser (Jawa 600) Josef Paštika (Jawa 350) František Brand (Jawa 350)                                                                                | 8a. Houska (Jawa 175) Antonín Vitvar (Jawa 175) R. Uvira (Jawa 175)                                                 | – |                  |
| 16.    | 1934 | Garmisch-Partenkirchen, Alemanya   | 4a. Antonín Vitvar (Jawa 350) Richard Dusil (Jawa 348) František Brand (Jawa 498)                                                                                 | 5a. Antonín Vitvar (Jawa 350) Richard Dusil (Jawa 348) Josef Paštika (Jawa 348)                                     | – |                  |
| 17.    | 1935 | Oberstdorf, Alemanya               | 2a. František Brand (Jawa 499) Richard Dusil (Jawa 347) Antonín Vitvar (Jawa 347)                                                                                 | 2a. Z. Houska (Jawa 245) Richard Dusil (Jawa 347) Antonín Vitvar (Jawa 347)                                         | 13a. Fr. Mucha (BSA 499) Josef Paštika (BSA 499) J. F. Koch (ČZ 349)                                                |                  |
| 18.    | 1936 | Freudenstadt, Alemanya             | 4a. Richard Dusil (Jawa 595) Stanislaw (Jawa 247) Antonín Vitvar (Jawa 247)                                                                                       | 9a. J. Bayer (Jawa 247) Václav Stanislav (Jawa 247) Antonín Vitvar (Jawa 247)                                       | A. Josef Paštika (CZ 250) J. F. Koch (Koch 349) J. Kostlivec (BMW 499)                                              |                  |
| 19.    | 1937 | Llandrindod Wells, País de Gal·les | 3a. Václav Stanislav (Jawa 250) Antonín Vitvar (Jawa 250) F. Jahun (Jawa 600)                                                                                     | 9a. Václav Stanislav (Jawa 250) Antonín Vitvar (Jawa 250) J. Kostlivec (Jawa 350)                                   | – |                  |
| 20.    | 1938 | Llandrindod Wells, País de Gal·les | 2a. Václav Stanislav (Jawa 250) R. Protiva (Jawa 250) Antonín Vitvar (Jawa 250) F. Jahun (Jawa 600)                                                               | Sense equip. | Sense equip. |                  |
| 21.    | 1939 | Salzburg, Tercer Reich             | No hi participà. | No hi participà. | No hi participà. |                  |
|        |      |                                    | | | |                  |
| 22.    | 1947 | Zlín, Txecoslovàquia               | 1a. Jaroslav Simandl (Jawa 250) Richard Dusil (Jawa 250) Václav Stanislav (Jawa 350) Jan Bednár/Karl Hansl (Jawa 600)                                             | 1a. Cenek Kohlícek (ČZ 123) Emanuel Marha (CZ 123) Josef Paštika (CZ 123)                                           | 5a. J. Koch (CZ 123) B. Zeman (Jawa 250) J. Novotný (Jawa 250)                                                      |                  |
| 23.    | 1948 | San Remo, Itàlia                   | 3a. Cenek Kohlícek (ČZ 125) Josef Paštika (CZ 125) Richard Dusil (Jawa 250) Václav Stanislav (Jawa 250) Jan Bednár (Jawa 250)                                     | 2a. | ? |                  |
| 24.    | 1949 | Llandrindod Wells, País de Gal·les | 2a. Josef Paštika (CZ 125) Cenek Kohlícek (CZ 125) Richard Dusil (Jawa 250) Václav Stanislav (Jawa 250) Antonín Vitvar (Jawa 250)                                 | 7a. J. Novotny (Jawa 350) J. Kubes (Jawa 350)                                                                       | 1a. Emanuel Marha (CZ 125) František Bláha (CZ 125) Josef Krcmar (CZ 125)                                           |                  |
| 25.    | 1950 | Llandrindod Wells, País de Gal·les | No hi participà. | No hi participà. | No hi participà. | No hi participà. |
| 26.    | 1951 | Varese, Itàlia                     | No hi participà. | No hi participà. | No hi participà. | No hi participà. |
| 27.    | 1952 | Bad Aussee, Àustria                | 1a. Cenek Kohlícek (CZ 150) Jaroslav Pudil (CZ 150) Richard Dusil (Jawa 248) Jirí Kubeš (Jawa 248) Jan Novotný (Jawa 248)                                         | 4a. Karel Rykr (Jawa 350) Josef Praisler (Jawa 350) Vladimír Šedina (Jawa 350)                                      | 1a. František Bláha (CZ 150) Vojtech Kolár (CZ 150) Bohumil Kabát (CZ 150)                                          |                  |
| 28.    | 1953 | Gottwaldov, Txecoslovàquia         | 2a. Jaroslav Pudil (CZ 150) Emanuel Marha (CZ 150) Saša Klimt (Jawa 250) Vladimír Šedina (Jawa 250) Jirí Kubeš (Jawa 250)                                         | 10a. Jaromir Cižek (Jawa 250) Ladislav Štajner (Jawa 250) Jan Bednár (Jawa 250)                                     | 1a. František Bláha (CZ 150) Vojtech Kolár (CZ 150) Bohumil Kabát (CZ 150)                                          |                  |
| 29.    | 1954 | Llandrindod Wells, País de Gal·les | 1a. Bohuslav Roucka (Jawa 150) Jaroslav Pudil (Jawa 150) Saša Klimt (Jawa 250) Jirí Kubeš (Jawa 250) Vladimír Šedina (Jawa 250)                                   | 6a. Jaromír Cížek (Jawa 248) Jan Janouš (Jawa 248) Karel Rykr (Jawa 248)                                            | 8a. Bohuslav Roucka (Jawa 148) František Bláha (Jawa 148) Zdenek Polánka (Jawa 148)                                 |                  |
| 30.    | 1955 | Gottwaldov, Txecoslovàquia         | 2a. Jaroslav Pudil (CZ 150) Bohuslav Roucka (CZ 150) Vladimír Šedina (Jawa 250) Jaromír Cížek (Jawa 250) Saša Klimt (Jawa 250)                                    | 4a. Jan Janouš (Jawa 250) Antonín Matejka (Jawa 250) Oldrich Hameršmíd (Jawa 250)                                   | 1a. Stanislav Štástka (CZ 150) Zdenek Polanka (CZ 150) Miloslav Soucek (CZ 150)                                     |                  |
| 31.    | 1956 | Garmisch-Partenkirchen, RFA        | 1a. Miloslav Soucek (CZ 125) Jaroslav Pudil (CZ 150) Bohuslav Roucka (CZ 125) Zdenek Polánka (CZ 150) Vladimír Šedina (Jawa 250) Saša Klimt (Jawa 248)            | 5a. Oldrich Hameršmíd (Jawa 248) Oldrich Klaudinger (Jawa 248) Antonín Matejka (Jawa 248) Jaromír Cížek (Jawa 350)  | 3a. Vladimír Štepán (CZ 150) Stanislav Štástka (CZ 150) František Darebný (CZ 125) Otakar Chásak (CZ 125)           |                  |
| 32.    | 1957 | Špindleruv Mlýn, Txecoslovàquia    | 2a. Alois Roucka (CZ 125) Zdenek Polánka (CZ 175) Saša Klimt (Jawa 250) Miloslav Soucek (Jawa 250) Jaroslav Pudil (CZ 175) Vladimír Šedina (Jawa 350)             | 1a. Vladimír Štepán (Jawa 250) Oldrich Hameršmíd (Jawa 250) Antonín Matejka (Jawa 250) Karel Buchnar (Jawa 250)     | 3a. František Darebný (CZ 125) Bohuslav Roucka (CZ 125) Otakar Chásak (CZ 125) Stanislav Štástka (CZ 175)           |                  |
| 33.    | 1958 | Garmisch-Partenkirchen, RFA        | 1a. Vladimír Šedina (Jawa 344) Saša Klimt (Jawa 249) Antonín Matejka (Jawa 249) Zdenek Polánka (CZ 175) Jaroslav Pudil (CZ 175) Bohuslav Roucka (CZ 125)          | 3a. Oldrich Hameršmíd (Jawa 249) Vladimír Štepán (Jawa 249) Jan Sulc (Jawa 249) Karel Buchnar (Jawa 344)            | 1a. Stanislav Štástka (CZ 175) František Darebný (CZ 123) Alois Roucka (CZ 123) Arnošt Zemen (CZ 175)               |                  |
| 34.    | 1959 | Gottwaldov, Txecoslovàquia         | 1a. Vladimír Šedina (Jawa 350) Saša Klimt (Jawa 250) Antonín Matejka (Jawa 250) Zdenek Polánka (CZ 175) Jaroslav Pudil (CZ 175) Bohuslav Roucka (CZ 125)          | 1a. Vladimír Štepán (Jawa 350) Oldrich Hameršmid (Jawa 250) František Hóffer (Jawa 250) František Bouška (Jawa 250) | 2a. Stanislav Štástka (CZ 175) František Darebný (CZ 125) Arnošt Zemen (CZ 125) Alois Roucka (CZ 125)               |                  |
| 35.    | 1960 | Bad Aussee, Àustria                | 2a. Bohuslav Roucka (CZ 125) Jaroslav Pudil (CZ 175) Zdenek Polánka (CZ 175) Antonin Matejka (Jawa 248) Saša Klimt (Jawa 248) Vladimír Sedina (Jawa 344)          | 4a. František Bouška (Jawa 248) Oldrích Hamršmíd (Jawa 248) Vladimír Štepán (Jawa 344) František Hóffer (Jawa 344)  | 2a. Otakar Chásak (CZ 125) Alois Roucka (CZ 125) František Darebný (CZ 175) Jaroslav Rataj (CZ 175)                 |                  |
| 36.    | 1961 | Llandrindod Wells, País de Gal·les | 4a. Bohuslav Roucka (CZ 125) Zdenek Polánka (CZ 175) Jaroslav Pudil (CZ 175) Saša Klimt (Jawa 250) Antonin Matejka (Jawa 250) Vladimír Sedina (Jawa 350)          | 2a. Alois Roucka (CZ 125) František Darebný (CZ 125) Otakar Chásak (CZ 125) Arnošt Zemen (CZ 175)                   | 1a. František Bouška (Jawa 250) František Hóffer (Jawa 350) Oldrich Hameršmid (Jawa 350) Vladimír Štepán (Jawa 350) |                  |
| 37.    | 1962 | Garmisch-Partenkirchen, RFA        | 1a. František Bouška (Jawa 250) František Hóffer (Jawa 350) Drahoslav Miarka (CZ 175) Zdenek Polánka (CZ 175) Bohuslav Roucka (CZ 125) Vladimír Štepán (Jawa 350) | 3a. Saša Klimt (Jawa 350) Vladimír Sedina (Jawa 350) Jaroslav Pudil (CZ 175) Otakar Chásak (CZ 125)                 | 4a. Václav Hofmann (Jawa 350) Arnošt Zemen (CZ 175) Alois Roucka (CZ 125) František Darebný (CZ 125)                |                  |
| 38.    | 1963 | Špindleruv Mlýn, Txecoslovàquia    | 3a. Drahoslav Miarka (CZ 250) Zdenek Polánka (CZ 175) Arnošt Zemen (CZ 175) Saša Klimt (Jawa 500) Vladimír Štepán (Jawa 500) František Hóffer (Jawa 350)          | 6a. Alois Roucka (CZ 125) Petr Válek (CZ 125) František Bouška (Jawa 250) Václav Hofmann (Jawa 500)                 | 12a. Bohuslav Roucka (CZ 175) Otakar Chásak (CZ 175) Jirí Jasanský (Jawa 350) Oldrich Hameršmíd (Jawa 350)          |                  |
| 39.    | 1964 | Erfurt, RDA                        | 5a. Petr Válek (CZ 125) Zdenek Polánka (CZ 175) Drahoslav Miarka (CZ 250) Jirí Jasanský (Jawa 350) Saša Klimt (Jawa 350) Vladimír Štepán (Jawa 500)               | 3a. Alois Roucka (CZ 125) Otakar Chásak (CZ 125) František Hóffer (Jawa 350) Miroslav Vytlácil (Jawa 500)           | 4a. Bohuslav Roucka (CZ 175) Arnošt Zemen (CZ 250) František Bouška (CZ 250) Zdenek Cešpiva (Jawa 250)              |                  |
| 40.    | 1965 | Illa de Man                        | 2a. Petr Válek (CZ 123) Otakar Chásak (CZ 123) Bohuslav Roucka (CZ 174) Zdenek Polánka (CZ 174) Zdenek Cešpiva (Jawa 346) Jaroslav Pudil (Jawa 346)               | 3a. | 5a. |                  |
| 41.    | 1966 | Villingsberg, Suècia               | 5a. Zdenek Cešpiva (Jawa 250) Arnošt Zemen (Jawa 250) Josef Fojtík (Jawa 500) Jaroslav Bríza (Jawa 500) Drahoslav Miarka (Jawa 375) Petr Válek (Jawa 175)         | 11a. J. Holy (Jawa 250) Jirí Jasanský (Jawa 500) Miroslav Vytlácil (Jawa 500) Jaroslav Pudil (Jawa 350)             | 4a. Václav Lesák (CZ 175) Jaroslav Rataj (CZ 175) Václav Vorlicek (CZ 125) Otakar Chásak (CZ 125)                   |                  |
| 42.    | 1967 | Zakopane, Polònia                  | 3a. František Mrázek (Jawa 250) Zdenek Cešpiva (Jawa 250) Kvetoslav Mašita (Jawa 350) Jaroslav Bríza (Jawa 500) Josef Fojtík (Jawa 500) Petr Válek (Jawa 175)     | 1a. Arnošt Zemen (Jawa 250) Drahoslav Miarka (Jawa 350) Miroslav Vytlácil (Jawa 350) Jirí Jasanský (Jawa 500)       | 15a. Josef Jozif (Jawa CZ 175) Milan Jedlicka (Jawa CZ 175) P. Svoboda (Jawa CZ 175) Václav Vorlicek (Jawa CZ 125)  |                  |
| 43.    | 1968 | San Pellegrino Terme, Itàlia       | 2a. František Mrázek (Jawa 246) Josef Fojtík (Jawa 402) Kvetoslav Mašita (Jawa 344) Jaroslav Bríza (Jawa 402) Zdenek Cešpiva (Jawa 246) Petr Válek (Jawa 173)     | 3a. Josef Rabas (Jawa 344) Miroslav Vytlácil (Jawa 344) Jirí Jasansky (Jawa 402) Petr Cemus (Jawa 175)              | – |                  |
| 44.    | 1969 | Garmisch-Partenkirchen, RFA        | 2a. Petr Válek (Jawa 250) František Mrázek (Jawa 250) Zdenek Cešpiva (Jawa 350) Kvetoslav Mašita (Jawa 350) Josef Fojtík (Jawa 500) Jaroslav Bríza (Jawa 500)     | 3a. Petr Cemus (Jawa 175) Josef Rabas (Jawa 250) Miroslav Vytlácil (Jawa 350) Jirí Jasansky (Jawa 500)              | 4a. Václav Lesák (Jawa 175) Václav Vorlicek (Jawa 175) Pavel Cihelka (Jawa 250) Josef Jozif (Jawa 250)              |                  |
| 45.    | 1970 | El Escorial, Espanya               | 1a. Josef Fojtík (Jawa 500) Jaroslav Bríza (Jawa 500) Kvetoslav Mašita (Jawa 350) Zdenek Cešpiva (Jawa 350) František Mrázek (Jawa 250) Petr Cemus (Jawa 175)     | 1a. Josef Císar (Jawa 500) Jirí Jasansky (Jawa 500) Miroslav Vytlácil (Jawa 500) Josef Rabas (Jawa 500)             | 3a. |                  |
| 46.    | 1971 | Illa de Man                        | 1a. František Mrázek (Jawa 250) Kvetoslav Mašita (Jawa 350) Jaroslav Bríza (Jawa 350) Petr Cemus (Jawa 250) Zdenek Cešpiva (Jawa 500) Josef Fojtík (Jawa 500)     | 2a. Josef Jozíf (Jawa 175) Petr Válek (Jawa 175) Milan Jedlicka (Jawa 175) Jiri Císar (Jawa 175)                    | 1a. Josef Císar (Jawa 350) Jirí Jasansky (Jawa 350) Miroslav Vytlácil (Jawa 350) Tomas Peterman (Jawa 350)          |                  |
| 47.    | 1972 | Špindleruv Mlýn, Txecoslovàquia    | 1a. Jaroslav Bríza (Jawa 350) Petr Cemus (Jawa 250) Zdenek Cešpiva (Jawa 350) Josef Císar (Jawa 350) František Mrázek (Jawa 250) Josef Fojtík (Jawa 500)          | 1a. Pavel Cihelka (Jawa 350) Josef Rabas (Jawa 250) Milan Jedlicka (Jawa 175) Petr Válek (Jawa 175)                 | 2a. Josef Jozíf (Jawa 175) V. Machek (Jawa 350) Jirí Jasansky (Jawa 500) Miroslav Vytlácil (Jawa 350)               |                  |
| 48.    | 1973 | Dalton, EUA                        | 1a. Josef Fojtík (Jawa 500) Zdenek Cešpiva (Jawa 500) Josef Císar (Jawa 350) Kvetoslav Mašita (Jawa 350) František Mrázek (Jawa 250) Petr Cemus (Jawa 250)        | 9a. Josef Rabas (Jawa 250) V. Machek (Jawa 350) Miroslav Vytlácil (Jawa 350) Jirí Jasansky (Jawa 500)               | 4a. Petr Válek (Jawa 175) Milan Jedlicka (Jawa 175) J. Kauler (Jawa 175) Pavel Cihelka (Jawa 350)                   |                  |
| 49.    | 1974 | Camerino, Itàlia                   | 1a. Josef Fojtík (Jawa 500) Zdenek Cešpiva (Jawa 500) Josef Císar (Jawa 350) Kvetoslav Mašita (Jawa 350) Jirí Stodulka (Jawa 250) Petr Cemus (Jawa 250)           | 3a. Jirí Jasansky (Jawa 500) V. Machek (Jawa 350) Petr Válek (Jawa 175) Tomas Peterman(Jawa 250)                    | 1a. Josef Rabas (Jawa 250) Pavel Cihelka (Jawa 350) Milan Jedlicka (Jawa 175) Jaroslav Bríza (Jawa 350)             |                  |

### De 1975 a 1992
| Edició | Any  | Seu                               | Trofeu | Vas de Plata |
| ------ | ---- | --------------------------------- | --- | --- |
| 50.    | 1975 | Illa de Man                       | 3a. Kvetoslav Mašita (Jawa 344) Stanislav Zloch (Jawa 362) | 6a. Petr Válek (Jawa 174) |
| 51.    | 1976 | Zeltweg, Àustria                  | 2a. Jiri Pošík (Jawa 350) Jirí Stodulka (Jawa 250) Kvetoslav Mašita (Jawa 250) Zdenek Cešpiva (Jawa 350) Josef Císar (Jawa 350) Stanislav Zloch (Jawa 500)                         | 1a. Milan Jedlicka (Jawa 250) Pavel Cihelka (Jawa 250) Jaroslav Kauler (Jawa 350) Otakar Toman (Jawa 500)                         |
| 52.    | 1977 | Považská Bystrica, Txecoslovàquia | 1a. František Mrázek (Jawa 250) Otakar Toman (Jawa 750) Kvetoslav Mašita (Jawa 350) Jirí Stodulka (Jawa 500) Stanislav Zloch (Jawa 500) Jozef Císar (Jawa 350)                     | 1a. Petr Válek Pavel Cihelka Milan Jedlicka Jiri Pošík                                                                            |
| 53.    | 1978 | Värnamo, Suècia                   | 1a. František Mrázek (Jawa 250) Jozef Chovancík (Jawa 250) Kvetoslav Mašita (Jawa 350) Jiri Pošík (Jawa 350) Stanislav Zloch (Jawa 500) Jirí Stodulka (Jawa 500)                   | 3a. Jirí Císar (Jawa 175) Miroslav Pokorny (Jawa 350) Jozef Císar (Jawa 350) Otokar Toman (Jawa 500)                              |
| 54.    | 1979 | Neunkirchen, RFA                  | 3a. František Mrázek (Jawa 250) Jozef Chovancík (Jawa 350) Jirí Posik (Jawa 350) Stanislav Zloch (Jawa 500) Jirí Stodulka (Jawa 500) Kvetoslav Mašita (Jawa 750)                   | 1a. Miroslav Pokorny (Jawa 500) Zdenek Runkas (Jawa 350) Jirí Císar (Jawa 175) Jozef Císar (Jawa 350)                             |
| 55.    | 1980 | Briude, Occitània                 | 2a. Jiri Císar (Jawa 175) Zdeněk Bělský (Jawa 250) Jiří Posik (Jawa 350) Jozef Chovančík (Jawa 350) Miroslav Pokorny (Jawa 500) Stanislav Zloch (Jawa 500)                         | 3a. Zdeněk Havlik (Jawa 250) Jaroslav Knostak (Jawa 350) Zdeněk Runkas (Jawa 350) Jaroslav Kauler (Jawa 500)                      |
| 56.    | 1981 | Elba, Itàlia                      | 10a. Jiri Císar (Jawa-Ogar 125) Zdenek Belský (Jawa-Ogar 175) Emil Cunderlík (Jawa 250) Stanislav Zloch (Jawa 500) Jirí Posik (Jawa 500) Jozef Chovancík (Jawa 500)                | 3a. Josef Machachek (Jawa-Ogar 175) Vladimir Janous (Jawa-Ogar 175) Miroslav Pokorny (Jawa 500) Josef Malek (Jawa 500)            |
| 57.    | 1982 | Považská Bystrica, Txecoslovàquia | 1a. Jiri Císar (Jawa 125) Zdenek Belský (Jawa 175) Emil Cunderlík (Jawa 250) Vladimír Janouš (Jawa 175) Jozef Chovancík (Jawa 500) Stanislav Zloch (Jawa 500)                      | 3a. Josef Machachek Havlik Miroslav Pokorny Jirí Posik                                                                            |
| 58.    | 1983 | Builth Wells, País de Gal·les     | 2a. Jiri Císar (Jawa 125) Josef Machachek (Jawa 125) Emil Cunderlík (Jawa 250) Stanislav Zloch (Jawa 500) Jozef Chovancík (Jawa 500) Jirí Posik (Jawa 500 4T)                      | 3a. Petr Kvech (Jawa 125) Zdenek Belský (Jawa 250) Vilem Dupal (Jawa 500) Miroslav Pokorny (Jawa 500)                             |
| 59.    | 1984 | Assen, Països Baixos              | 10a. Jiri Císar (Jawa 125) Emil Cunderlík (Jawa 250) Vladimír Janouš (Jawa 250) Jirí Posik (Jawa 500) Bohumil Posledni (Jawa 500) Stanislav Zloch (Jawa 500 4T)                    | 10a. Vaclav Kroupa (Jawa 250) Zdenek Belský (Jawa-Ogar 250) Vilem Dupal (Jawa 500) Miroslav Pokorny (Jawa 500 4T)                 |
|        |      |                                   | Trofeu | Junior World Trophy |
| 60.    | 1985 | Alp, Catalunya                    | 7a. Peter Kvech (Jawa 125) Emil Cunderlik (Jawa 250) Jan Cisar (Jawa 250) Vilem Dupal (Jawa 250) Libor Podmol (Jawa 500) Stanislav Zloch (Jawa 500 4T)                             | 4a. Vaclav Kroupa (Jawa 125) Jan Hrehor (Jawa 250) Vladimir Bus (Jawa 250) Otokar Kotrba (Jawa 500)                               |
| 61.    | 1986 | San Pellegrino Terme, Itàlia      | 3a. Vaclav Kroupa (Jawa 125) Libor Podmol (Jawa 250) Jiri Císar (Jawa 250) Zdenek Belský (Jawa 500) Emil Cunderlík (Jawa 500) Jozef Chovancík (Jawa 560 4T)                        | 3a. Jan Hrehor (Jawa 250) Vladimir Bus (Jawa 250) Radek Stodulka (Jawa 500) Vaclav Formanek (Jawa 500)                            |
| 62.    | 1987 | Jelenia Góra, Polònia             | 9a. Jiri Císar (Jawa 125) Jan Hrehor (Jawa 250) Libor Podmol (Jawa 250) Emil Cunderlík (Jawa 500) Bohumil Posledni (Jawa 500) Jozef Chovancík (Jawa +500)                          | 5a. Rudolf Kavsky (Jawa 250) Jaroslav Imrisek (Jawa 250) Jan Jilek (Jawa 500) Jaroslav Katrinak (Jawa +500)                       |
| 63.    | 1988 | Mende, França                     | 3a. Libor Podmol (Jawa 250) Bohumil Posledni (Jawa 500) Jiri Císar (Jawa 125) Jozef Chovancík (Jawa +500 4T) Lubomir Vojkuvka (Jawa 125) Emil Cunderlík (Jawa 500)                 | 9a. Jan Jilek (Jawa 500) Dusan Kotrla (Jawa 250) Jaroslav Imrisek (Jawa 250) Jaroslav Katrinak (Jawa +500 4T)                     |
| 64.    | 1989 | Walldürn, RFA                     | 4a. Vladimir Bus (KTM 125) Lubomir Vojkuvka (KTM 125) Libor Podmol (Jawa 250) Bohumil Posledni (Jawa 500) Otokar Kotrba (Jawa 350 4T) Jaroslaw Katrinak (Jawa +500 4T)             | 5a. Rudolf Kavsky (Jawa 250) Dusan Kotrla (Jawa 250) Jaroslav Imrisek (Jawa 250) Vladimir Krupicka (Jawa 500)                     |
| 65.    | 1990 | Västerås, Suècia                  | 5a. Frantisek Hrobsky (KTM 250) Jan Hrehor (KTM 250) Otokar Kotrba (Husqvarna 350 4T) Bohumil Posledni (Husqvarna 350 4T) Libor Podmol (KTM 500) Jaroslav Katrinak (KTM 500)       | 10a. Radek Matoska (KTM 125) Martin Karas (Husqvarna 350 4T) Dusan Kotrla (KTM 500) Martin Macek (Husqvarna +500 4T)              |
| 66.    | 1991 | Považská Bystrica, Txecoslovàquia | 10a. Jan Hrehor (KTM 250) Libor Podmol (KTM 500) Bohumil Posledni (Husqvarna 500) Otokar Kotrba (Husqvarna 350 4T) Jaroslav Katrinak (Husaberg +500 4T) Dusan Kotrla (KTM +500 4T) | 4a. Jaroslav Beran (Gas Gas 80) Radek Matoska (KTM 125) Vaclav Fojtik (KTM 250) Martin Karas (Husqvarna 350 4T)                   |
| 67.    | 1992 | Cessnock, Austràlia               | 9a. Libor Podmol (Husqvarna 500) Lubomir Vojkuvka (TM 125) Dusan Kotrla (Husqvarna 500) Vladimir Bus (KTM 125) Bohumil Posledni (Suzuki 250) Otokar Kotrba (Husqvarna 350 4T)      | 2a. Jaroslav Beran (Gas Gas 125) Roman Michalik (Husqvarna 250) Zdenek Gottvald (Husqvarna 500) Martin Kremel (Husqvarna +500 4T) |